# Dębina (Bądze)
Dębina (dawn. Dębiny) – niestandaryzowana osada leśna wsi Bądze w Polsce, położona w województwie pomorskim, w powiecie sztumskim, w gminie Stary Dzierzgoń nad jeziorem Bądze i na obszarze Parku Krajobrazowego Pojezierza Iławskiego.
Po wojnie Dębiny stanowiły gromadę gminy Stary Dzierzgoń w powiecie morąskim w województwie olsztyńskim.